# Església de la Sang de Vilafamés

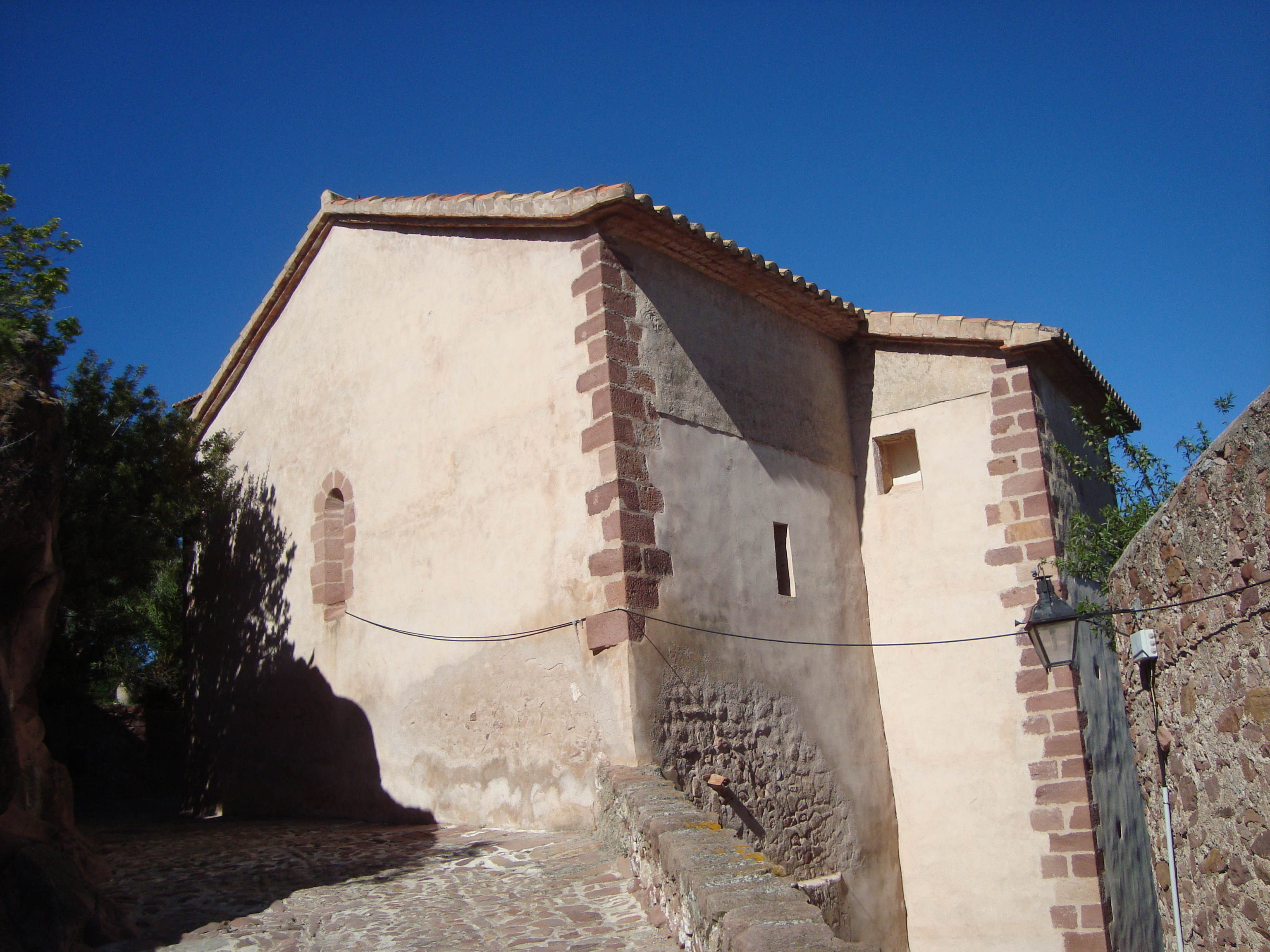
Iglesia de la Sangre (Vilafamés)

L'Església de la Sang de Vilafamés (Plana Alta, País Valencià) és un temple catòlic d'origen medieval que fou remodelat al segle xvii seguint l'estil arquitectònic del barroc.
Situada als peus del Castell, fou construït a sobre d'un aljub que va fer possiblement les funcions de cripta, presenta tretze arcs apuntats, tal vegada del segle xiv.
L'església presenta nau de quatre trams, més presbiteri i cor alt als peus amb capelles entre contraforts. Cobreix amb volta de canó amb llunetes en la nau i amb volta de creueria en el presbiteri. Entre l'ornamentació interior destaquen els diferents retaules barrocs, i les pintures al fresc atribuïdes a l'escola dels Guilló (Vegeu: Eugeni Guilló Barceló i Vicent Guilló Barceló).